# Erebuni (Jerewan)

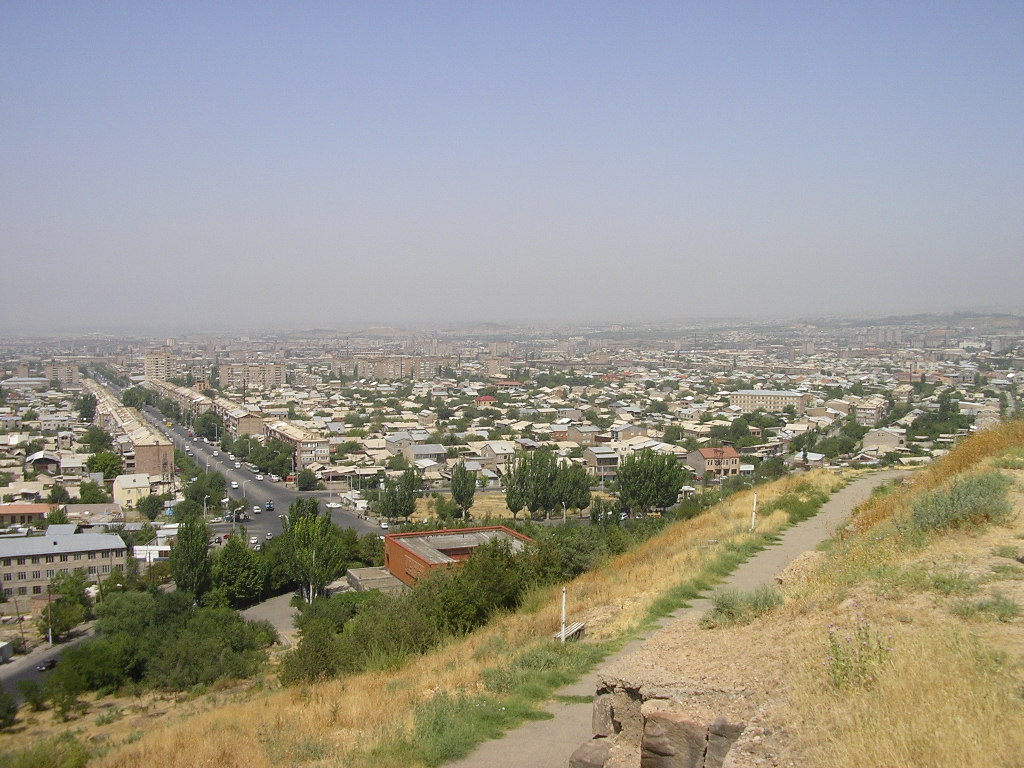
Ansicht des Distriktes mit der Erebunistraße im Viertel Nor Aresch

Erebuni (armenisch Էրեբունի վարչական շրջան Erebuni wartschakan schrdschan) ist einer der zwölf Distrikte Jerewans, der Hauptstadt Armeniens. Er liegt südöstlich des Stadtzentrums bei der Festung Erebuni. Der Name Jerewans ist vom antiken Erebuni abgeleitet.

## Überblick
Erebuni grenzt im Westen an den Distrikt Schengawit, im Norden an die Distrikte Kentron, Nork-Marasch und Nor Nork, im Osten an die Provinz Kotajk und im Süden an den Distrikt Nubaraschen.
Erebuni hat eine Fläche von 48 km² (21,52 % der Fläche Jerewans), von denen 29 km² mit Wohn- und Geschäftshäusern bestanden sind. Erebuni ist der flächenmäßig größte Distrikt Jerewans. Der Distrikt ist inoffiziell in Viertel unterteilt: Nor Aresch, Saritagh, Wardaschen, Muschawan, Werin Dschraschen und Nor Butania. Der David-von-Sasun-Platz mit der gleichnamigen Metro-Station bilden das Zentrum des Distriktes. Die wichtigsten Straßen sind Erebunistraße, David-von-Sasun-Straße, Freiheitskämpferstraße, Iwan-Aiwasowski-Straße, Rostow-am-Don-Straße, Dawit-Bek-Straße, Arin-Berd-Straße, Arzachallee (früher Bakuallee) und der südliche Teil der Moses-von-Choren-Straße.

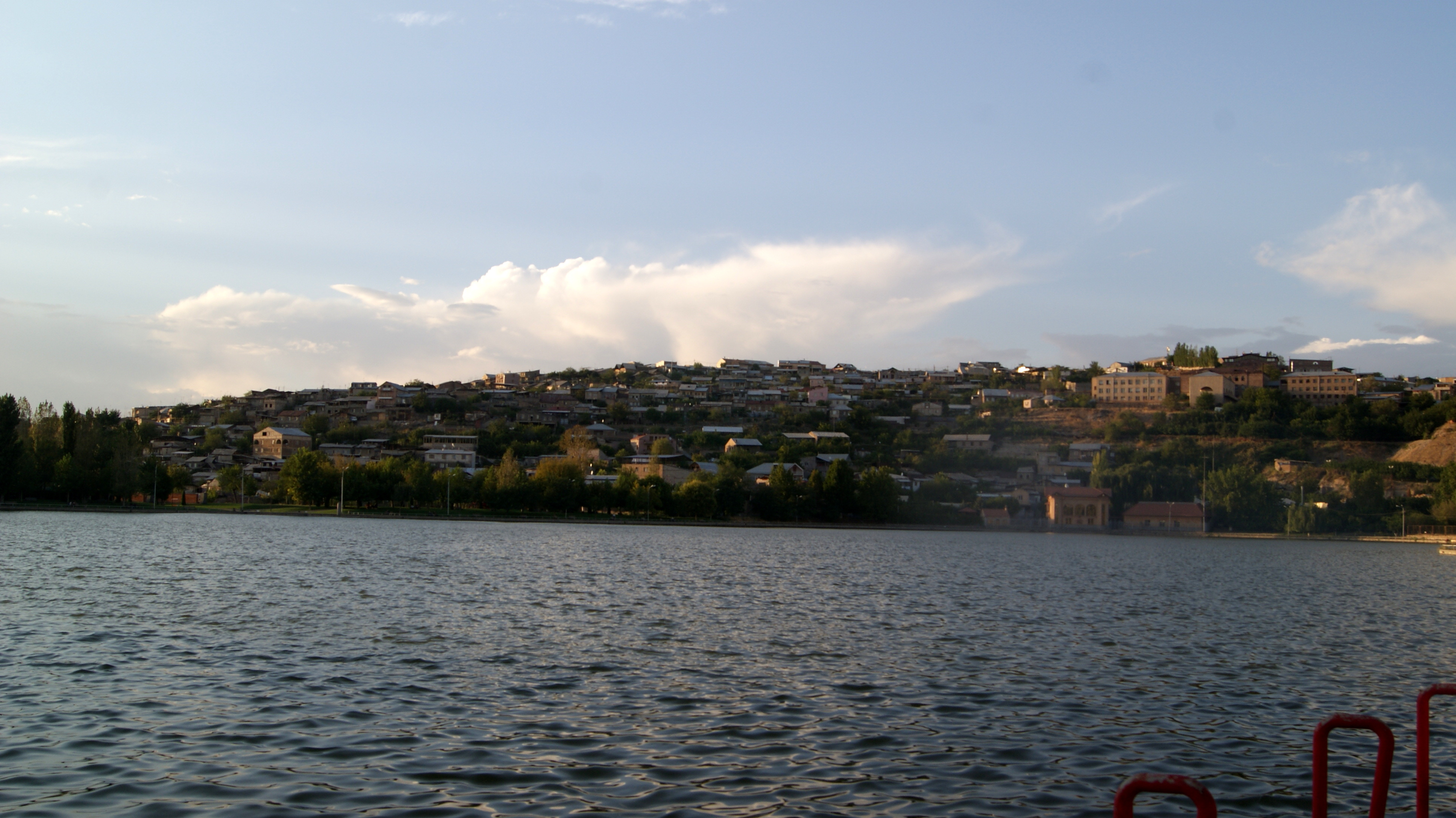
Das Viertel Saritagh in Erebuni

Erebuni ist ein hochindustrialisierter Distrikt Jerewans mit vielen großen Fabriken. Im Distrikt wohnen vor allem Jerewaner mit niedrigen Einkommen.
In den 2010er Jahren wurden viele verwilderte Parks restauriert, darunter der Lyoner Park mit seinem künstlichen See Wardawar und der Park der Freiheitskämpfer. Der Jerewaner Zentralfriedhof und der Militärfriedhof befinden sich ebenfalls in Erebuni.
Im Distrikt liegt die Station David von Sasun der Jerewaner Metro. Der Jerewaner Bahnhof befindet sich am Erebunier David-von-Sasun-Platz. In Erebuni steht außerdem das Zentralgefängnis, Erebuni Kriminalexekutivinstitution genannt.
Der Nationalpark Erebuni wurde 1981 eingerichtet. Er befindet sich rund 8 km südöstlich des Jerewaner Stadtzentrums im Distrikt Erebuni. Bei einer Höhe zwischen 1300 und 1450 m über dem Meeresspiegel belegt der Nationalpark eine Fläche von 120 Hektar, die vor allem aus halbwüstenartiger Bergsteppe besteht.
Erebuni zählte im Jahr 2016 rund 126.500 Einwohner.

## Geschichte

### Antike
Archäologische Belege zeigen, dass die urartäische Festung Erebuni 782 v. Chr. auf Befehl von König Argišti I. auf dem Hügel Arin-Berd auf dem Gebiet des heutigen Distrikts Erebuni errichtet wurde, um als Festung und Zitadelle gegen die Angriffe aus den Nordkaukasus zu dienen.
Während der Hochphase der urartäischen Macht wurden in Erebuni und den umliegenden Gebieten Bewässerungskanäle und Wasserreservoirs gebaut. 585 v. Chr.wurde die Festung Teišebai URU, 45 km nördlich Jerewans, von einer Allianz aus Medern und Skythen zerstört.

### Neuzeit

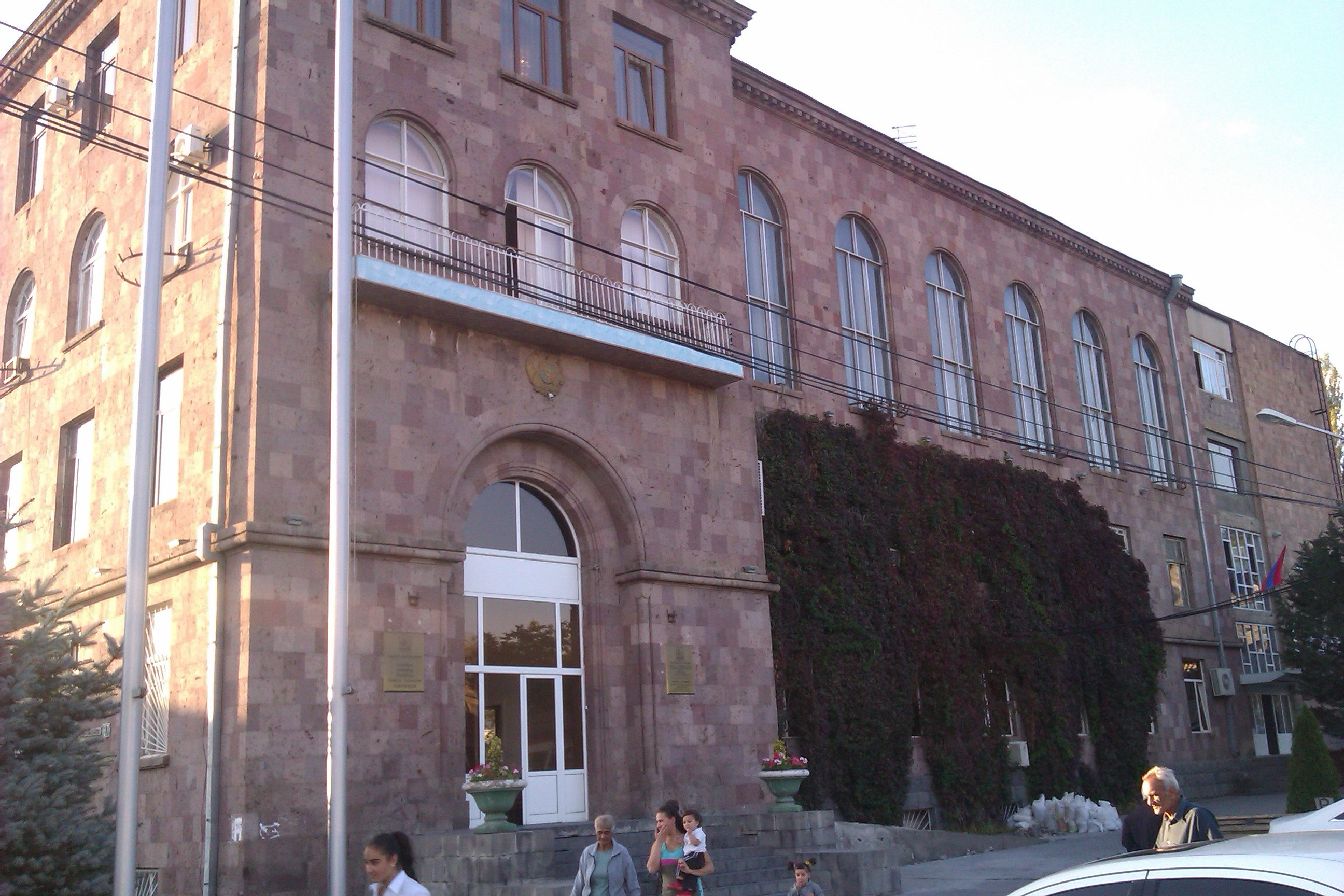
Erebuni Distriktverwaltung

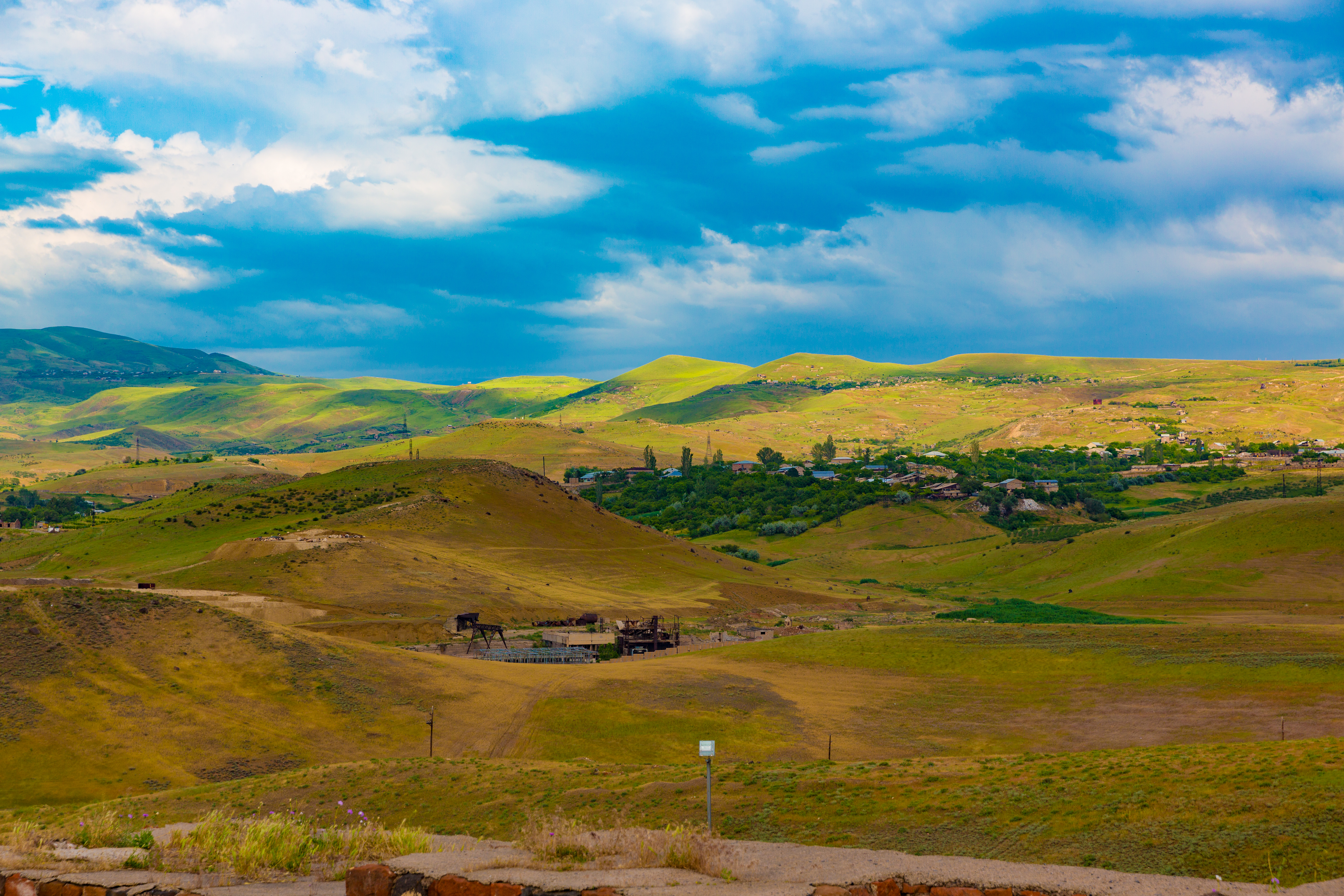
Werin Dschraschen und Teile von Muschawan

Nach dem Anschluss Armeniens an die Sowjetunion wurde das Verwaltungsgebiet Jerewans stetig ausgeweitet. So kamen die antiken Gebiete Erebunis, bekannt als Arin-Berd, zu Jerewan.
Die ersten 60 Familien, die sich in diesem Gebiet ansiedelten, waren Überlebende des Völkermords an den Armeniern, die aus Bithynien in Westarmenien entkommen konnten. 1925 gründeten sie das Viertel Nor Butania. Das Viertel Nor Aresch wurde nach der antiken armenischen Stadt Aresch benannt. Die ersten Einwohner kamen aus Şəki, Aserbaidschan.
Am 20. Juli 1939 wurde nach einer Entscheidung des Obersten Sowjet der Armenischen SSR der neue Rajon Molotow in Jerewan gebildet, der nach dem führenden sowjetischen Politiker Wjatscheslaw Molotow benannt wurde. Am 25. September 1957 wurde er zu Ehren des sowjetischen Führers Lenin in Rajon Lenin umbenannt. Am 13. November 1961 wurde in Teilen des heutigen Distrikts Erebuni der Rajon Ordschonikidse gebildet, benannt nach dem sowjetischen Politiker Grigori Konstantinowitsch Ordschonikidse.
In Folge des armenischen Repatriierungsprozesses siedelten sich in den 1950er und 1960er Jahren in den Vierteln Nor Aresch und Wardaschen armenische Migranten aus Syrien, Libanon, Griechenland, Frankreich, Bulgarien und Ägypten an.
Muschawan und Werin Dschraschen waren ursprünglich Dörfer an den östlichen Ausläufern Jerewans, die 1995 eingemeindet wurden.
Am 8. August 1991 wurde nach einem Beschluss der armenischen Nationalversammlung das Gebiet des Rajon Lenin in Erebuni umbenannt. 1996 wurde Jerewan in zwölf Distrikte unterteilt. 1997 kamen zum Distrikt Erebuni der ehemalige Rajon Lenin und Teile das Rajon Ordschonikidse hinzu.

## Demografie
Bei der Volkszählung 2011 hatte der Distrikt Erebuni eine Einwohnerzahl von 123.092 (11,61 % der Einwohnerzahl Jerewans). 2016 wurde die Einwohnerzahl offiziell auf rund 126.500 geschätzt (Platz 4 in Jerewan).
Bis 1988 gab es in Erebuni eine aserbaidschanische Minderheit von 3000 Einwohnern. In Folge des Bergkarabachkonflikts zog der Großteil der aserbaidschanischen Minderheit nach Aserbaidschan.
Erebuni wird überwiegend von Armeniern bewohnt, die zur Armenischen Apostolischen Kirche gehören. Seit 2004 wird an der Heiliger-Mesrop-Maschtoz-Kirche gebaut.

## Kultur
Erebuni hat viele öffentliche Bibliotheken einschließlich der Bibliothek Nr. 3 „Okro Okrojan“ (gegründet 1937), Bibliothek Nr. 10 (gegründet 1951), Bibliothek Nr. 11 (gegründet 1960) und die Musikbibliothek (gegründet 1966).
Die Bibliothek Nr. 3 wurde am 15. November 1937 gegründet. Zunächst befand sie sich im Untergeschoss des Hauses Hoktemberjanallee 1 (heute Tigran-Metz-Allee 1). Seit 1957 befindet sie sich im Erdgeschoss des Hauses Hoktemberjanallee 59. 2004 wurde sie nach dem georgisch-armenischen Dichter und Wohltäter Okro Okrojan (1939–2003) benannt. Die Bibliothek verfügt über 500 m² Geschossfläche und einen Lesesaal mit 100 m² und 50 Leseplätzen. Es gibt rund 500.000 Bücher.
Die Bibliothek Nr. 10 entstand 1997 durch den Zusammenschluss der Bibliotheken Nr. 10 und Nr. 12. Die ursprüngliche Bibliothek Nr. 10 wurde 1953 im Viertel Tscharbach gegründet. Später zog sie in den Eisenbahnkulturplast um. 1975 verlegte man sie in das Kulturhaus in Nor Aresch 24. 1985 zog die Bibliothek in die Stiller-Don-Straße 13. Die Bibliothek Nr. 12 war 1984 in der Stiller-Don-Straße 11 gegründet worden. Die heutige Bibliothek Nr. 10 ist sich auf die Häuser Stiller-Don-Straße 11 und 13 verteilt und verfügt über rund 37.000 Bücher.
Außerdem befindet sich das Kinder- und Jugendkreativitätszentrum Nr. 3 in Erebuni.
Viele Kulturdenkmale finden sich im Distrikt Erebuni, einschließlich:
- Festung Erebuni von 782 v. Chr. auf dem Arin-Berd
- urartäisches Wasserreservoir, bekannt als Wardawarsee im Lyoner Park, aus dem 8. Jahrhundert v. Chr.; im Park wurde das erste Denkmal für den Völkermord an den Armeniern errichtet
- David-von-Sasun-Statue beim Bahnhof, aufgestellt 1959
- Argišti-I.-Statue beim Erebuni-Museum, aufgestellt 2002

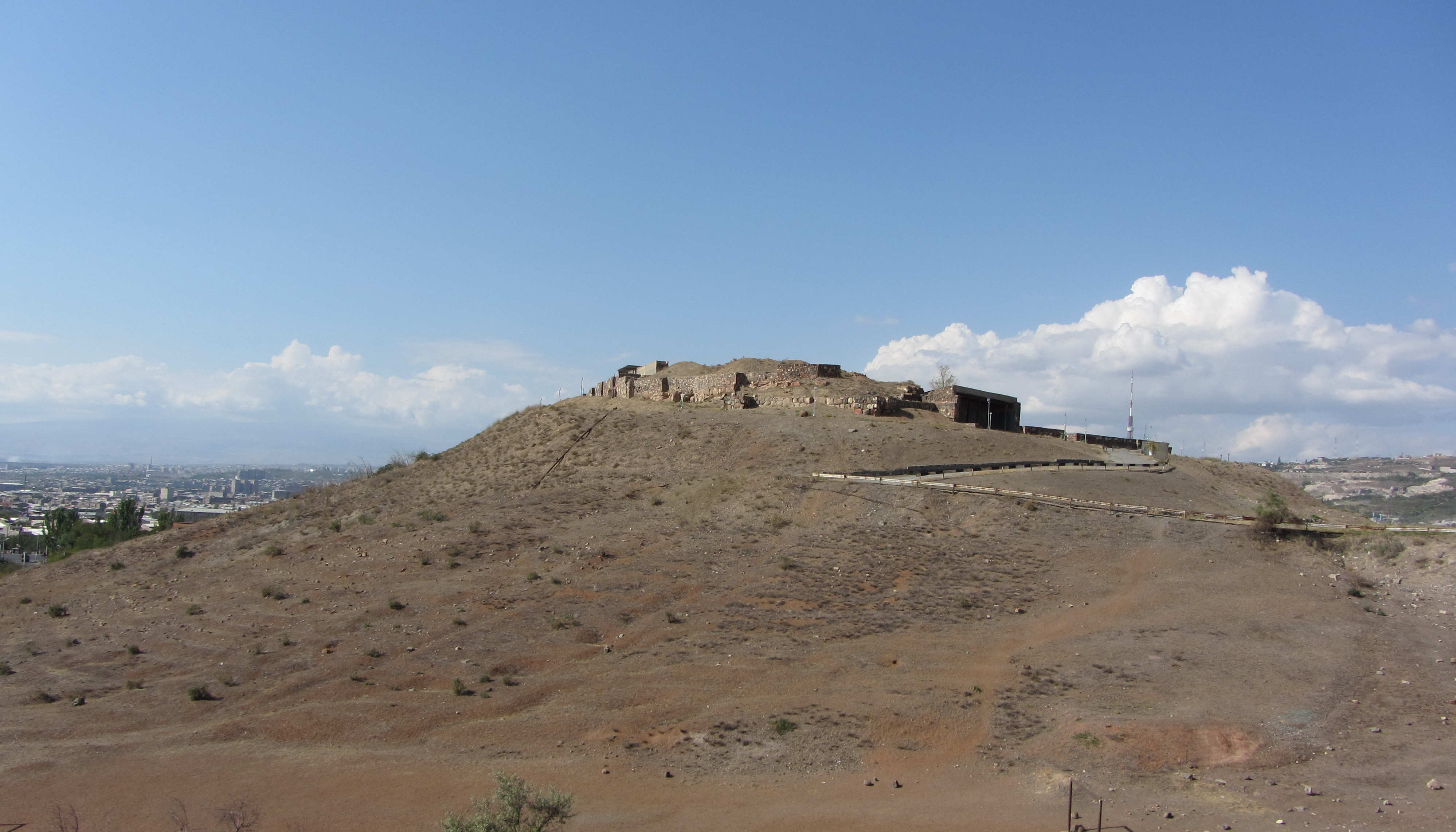
Festung Erebuni
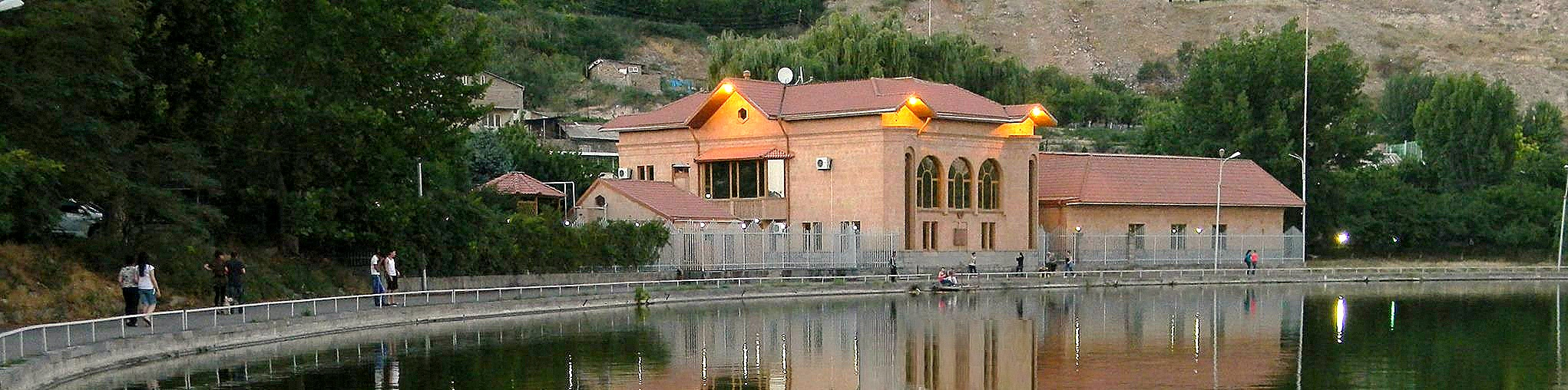
Urartäisches Wasserreservoir, heute Wardawarsee
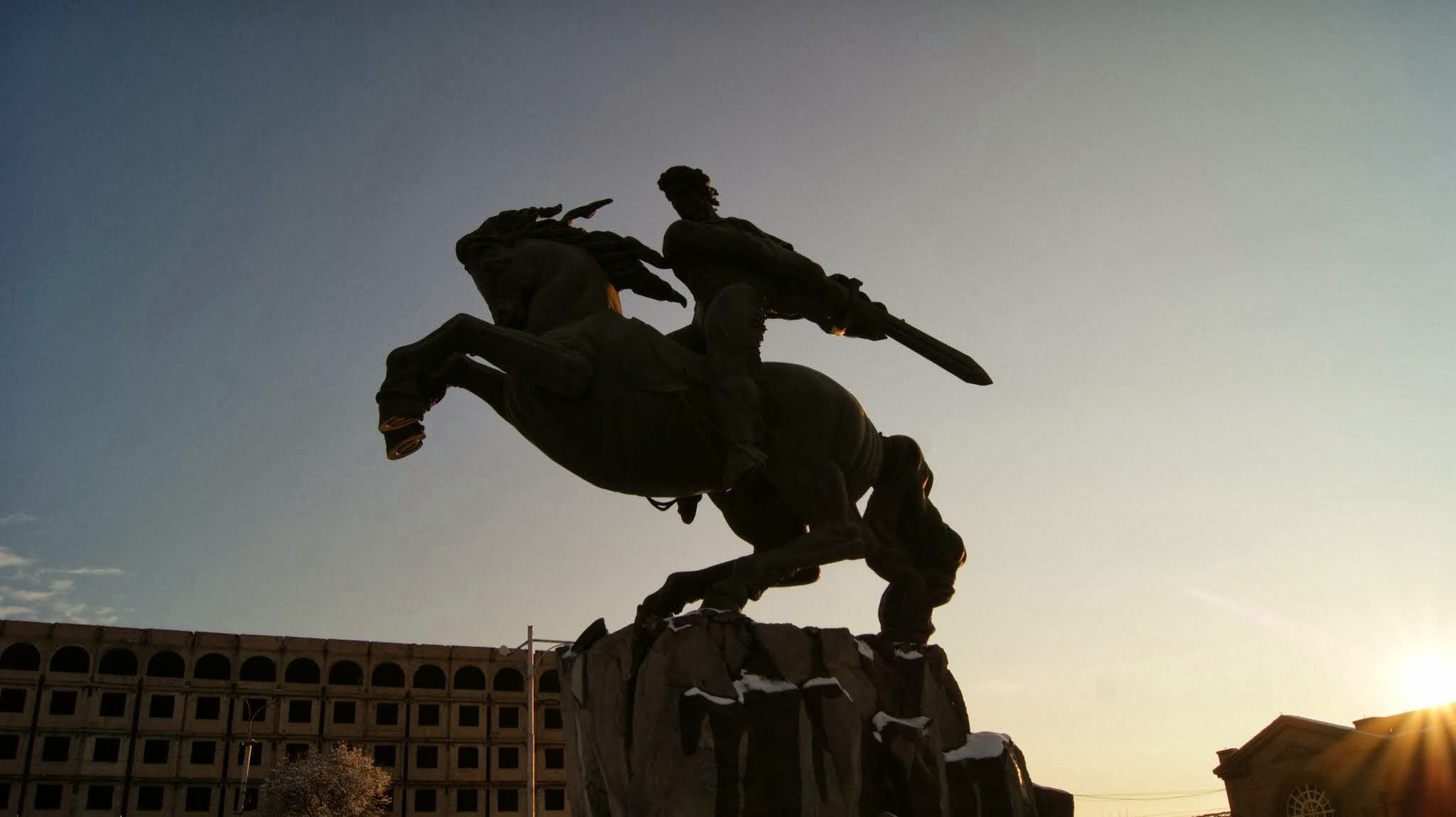
David-von-Sasun-Statue
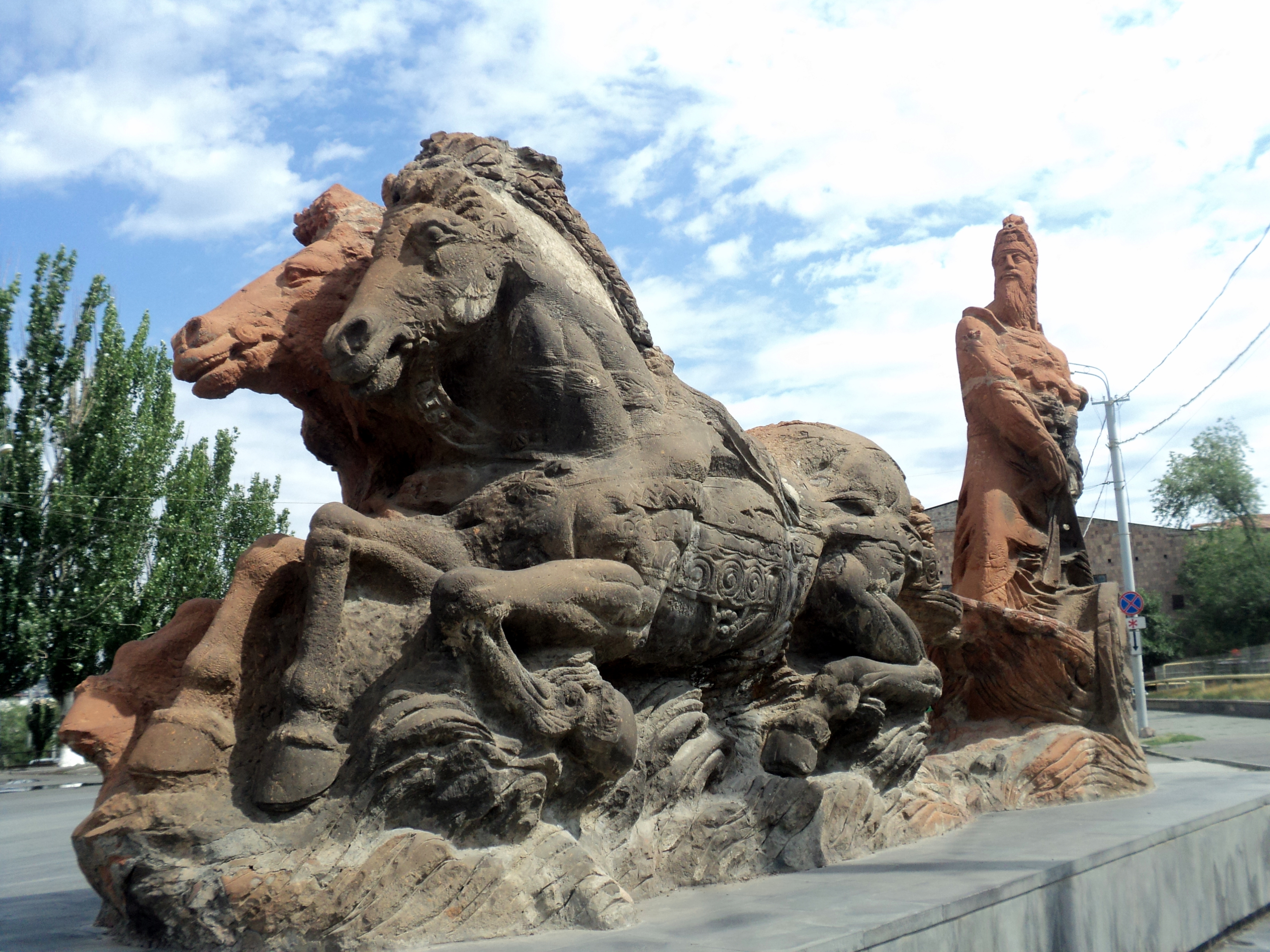
Argišti I.-Statue

### Museen
- Erebuni-Museum bei der Festung Erebuni, eröffnet 1968
- Armenisches Eisenbahnmuseum im Jerewaner Bahnhof, eröffnet 2009

## Verkehr
Der Distrikt Erebuni wird mit einem öffentlichen Nahverkehrsnetz aus Bussen und Oberleitungsbussen versorgt. Außerdem gibt es in Erebuni seit dem 7. März 1981 die Station „David-von-Sasun“ der Metro Jerewan.

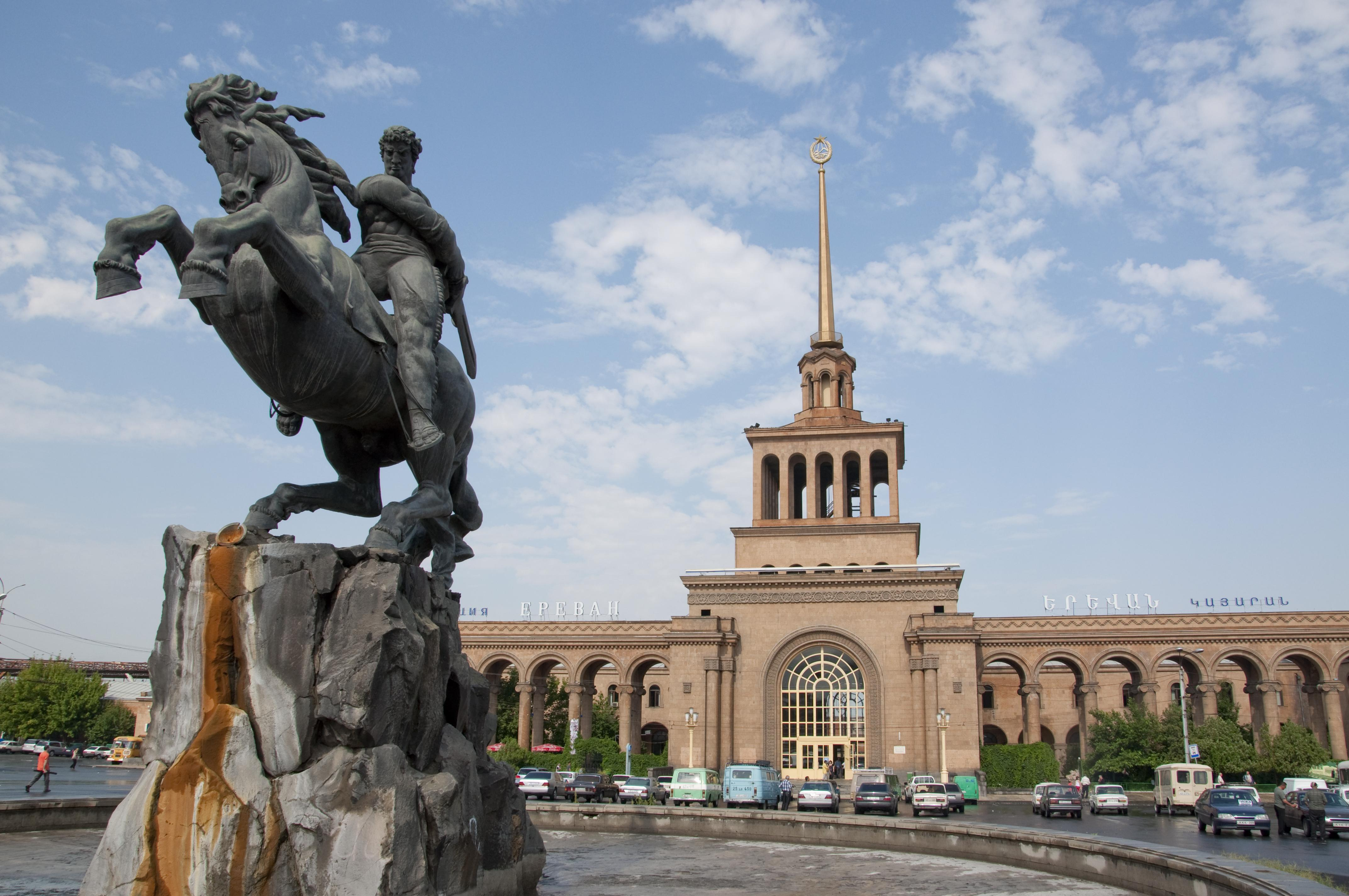
David-von-Sasun-Statue und Jerewaner Bahnhof auf dem David-von-Sasun-Platz

Der Bahnhof Jerewan der 1902 gegründeten Armenischen Eisenbahn steht seit 1956 in Erebuni. Er verbindet Jerewan mit folgenden Zielen:
- Batumi
- Tbilissis Zentraluri Sadguri, Tiflis
- Gjumri
- Ararat
- Bahnhof Araks in Mjasnikjan
- Jerasch

Im Distrikt Erebuni befindet sich der zweite Flughafen Jerewans, der Flughafen Erebuni. Seit dem Zerfall der Sowjetunion und der Unabhängigkeit Armeniens wird der „Erebuni“ vor allem für militärische und private Flüge verwendet. Die Armenische Luftwaffe hat dort ihre Basis und mehrere MiG-29 auf dem Rollfeld stationiert.

## Wirtschaft

### Industrie
In Erebuni gibt es ein großes Industriegebiet im Süden des Distrikts. Hier gibt es schon seit Sowjetzeiten viele große Industriewerke. Das Gajegortswerk für Baumaterialien gehörte zu den ersten Firmen, die hier zu Sowjetzeiten errichtet wurden. Es agiert seit 1930. Die Jerewaner Fleischverarbeitungsfabrik (jetzt Urartu) wurde 1932 eröffnet. 1948 eröffnete das Jerewaner Lack- und Farbenwerk. 1955 wurde die Mischfutterfabrik eröffnet. 1969 folgten die Metallbauwerke und Eisenfabrik. 1990 eröffnete die Armenuhi-90 Kooperative für Chemische Produkte.
Nach dem Zusammenbruch der Sowjetunion und der Unabhängigkeit Armeniens wurden in Erebuni viele neue Werke eröffnet, darunter 1992 die Global Engineering Company für Metallverarbeitung, 1994 die Bari Samaratsi Fleischverarbeitungsfabrik, 1996 die Nikol Duman Metallgussfabrik, 1999 die Mancho Group für Lebensmittelprodukte und Mix-Paints für Baumaterialien, 2000 das Jerewaner Paxan-Werk für Haushaltschemikalien, 2002 die Narplast Polymercontainerherstellungswerke, 2003 das Armenische Molybdänproduktionswerk und das Newlita Steinverarbeitungswerk, 2007 die Armenische Titanproduktion und die Armenischen Travertinbergbauwerke, 2008 die Astafian Wein- und Cognac-Fabrik Factory und 2012 Chipsella für Nahrungsmittelprodukte.

### Dienstleistung
Es gibt viele große Einkaufszentren im Distrikt, darunter das Erebuni Shopping Centre und das Eurobaza Shopping Centre. Das Erebouni Medical Center öffnete 1983 und gehört zu den größten Krankenhäusern Jerewans. Das Zentrale Militärkrankenhaus liegt ebenfalls im Distrikt Erebuni.
2000 wurde im Distrikt eine Schweinezuchtanlage eröffnet.

## Bildung
2017 gab es im Distrikt 23 öffentliche Schulen, drei Privatschulen, zwei Berufsschulen und eine Schule für Kinder mit besonderen Bedürfnissen. Außerdem gibt es die Kunstschule „Dikran Tschuchadschjan“.

## Sport
Der FC Erebuni Jerewan ist ein Fußballklub, der Erebuni seit 1992 repräsentiert. Er spielte mehrfach in der zweithöchsten armenischen Spielklasse Aradschin chumb. Das Erebunistadion mit 544 Plätzen ist das Heimatstadion des Klubs.
Auf dem künstlichen Wardawarsee sind häufig Windsurfer anzutreffen. 2015 wurde die Kinder- und Jugendschachschule Erebuni eröffnet.

## Internationale Beziehungen
Erebunis Distriktverwaltung hat eine offizielle Kooperations- und Partnerschaftsvereinbarung mit der französischen Stadt Vienne. Jerewans Bürgermeister Taron Margarjan hatte 2014 zur 2796-Jahr-Feier der Stadt Jerewan unter anderem eine Delegation aus Vienne nach Erebuni eingeladen, die von Bürgermeister Thierry Kovacs angeführt wurde. Im Juni 2015 lud Kovacs eine Delegation aus Erebuni zum 35. Festival Jazz à Vienne ein.